# Гликин, Марат Аронович
Марат Аронович Гликин (21 января 1935, Чечерск Гомельской области) — советский и украинский учёный в вопросах теории и промышленной практики химической технологии. Доктор технических наук (1985), профессор (1986). Заслуженный деятель науки и техники Украины (1998).

## Биография
Окончил Ленинградский технологический институт (1958). После окончания института работал в Лисичанском филиале Государственного института азотной промышленности ( позже — Северодонецкий филиал; ныне - в Луганской области ): 1964–66 – зам. начальника лаборатории сточных вод и техники безопасности; 1966–69 – у ВНГИ техники безопасности в химической промышленности (Северодонецк): начальник лаборатории взрывоопасных технологических процессов; 1969–88 – в Рубеженском филиале Днепропетровского химико-технологического института: с 1982 – профессор; 1988–2002 – в Государственном НИПИ химических технологий «Химтехнология» (Северодонецк): 1988–95 – зав. отделом промышленной экологии и лаборатории  экологического анализа, с 1995 – зам. директора по научной работе и зав. лаборатории разработок научных основ аэрозольного катализа; с 2002 – профессор Северодонецкого института Сельскохозяйственного Украинского университета.

## Научные труды
- «Использование каталитических генераторов тепла для ликвидации промышленных отходов» // Роль химии в охране окружающей среды. К., 1983;
- «Обеспечение взрывобезопасности реакторов с псевдоожиженным слоем твердого материала» // ХТ. 1990. № 2 (соавтор.);
- «Аэрозольный катализ» // Теор. основы хим. технологии. 1996. Т. 30, № 4;
- «Хімія та хімічна промисловість: Забруднення та охорона навколиш. середовища» // Проблеми сталого розвитку України. К., 1998;
- «A new way to increase catalytic activity» // Adsorption Science and Тechnology. 2001. Vol.19, № 2 (соавтор.).